# 2e Régiment étranger de génie
Il  2º Reggimento del genio straniero    (in francese: 2e Régiment étranger de génie-2er REG) della Legione straniera francese è stato creato nel 1999, ed è il più giovane tra i reggimenti stranieri dell'Armée de terre francese. Svolge a proprio vantaggio tutte le missioni ingegneristiche specifiche nell'ambito di un impegno in zone montagnose e in ambienti molto freddi: supporto alla mobilità, contro mobilità e assistenza allo spiegamento di emergenza, che richiedono il "know-how" specifico di questi ambienti. Il 30 settembre 1999, la prima bandiera del Reggimento, recante la scritta "CAMERONE 1863 ", fu presentata dal Capo di Stato Maggiore dell'Esercito Yves Crène. Per il suo impegno e le operazioni svolte in Afghanistan, nell'ambito dell'Operazione Pamir. Il Reggimento è stato citato due volte negli ordini dell'esercito, il 27 gennaio 2012 e il 20 giugno 2013, con l'assegnazione della Croce al Valor Militare con palma di bronzo. L'assegnazione di queste citazioni conferisce il diritto di indossare la "fourragère" nei colori del nastro della Croce al Valore Militare, su decisione del Ministro della Difesa della Repubblica l'8 luglio 2013.

## Storia
Creato il 1º luglio 1999, il 2° Reggimento del genio straniero (2e REG) ha sede a Saint-Christol d'Albion, nel Vaucluse, sul sito militare della base aerea 200. È erede del patrimonio storico e delle tradizioni delle diciotto formazioni di ingegneria della Legione straniera che prestarono servizio in Indocina. Fin dalla sua creazione, ha partecipato a molteplici operazioni, a volte per lunghi periodi, come l'operazione KFOR in Kosovo, a cui il reggimento ha contribuito dal 1999 al 2008. Nel 2000-2001, è stato impegnato in Bosnia nell'ambito dell'operazione SFOR, poi in Costa d'Avorio dal 2005 al 2007 e nel 2011 (operazione LICORNE).
Successivamente il Reggimento è intervenuto durante l'operazione BALISTE in Libano nel 2006. Il 2° REG ha inoltre partecipato a molteplici operazioni in Afghanistan (PAMIR ed EPIDOTE) tra il 2011 e il 2012. Dal 2014, il reggimento è stato impegnato nelle operazioni SERVAL, poi BARKHANE in Mali e SANGARIS nella Repubblica Centrafricana.

## Compiti istituzionali
Unità di ingegneria d'assalto della 27a Brigata di fanteria da montagna, il 2° Reggimento genio straniero svolge missioni di supporto alla mobilità, alla contro mobilità e all'assistenza allo spiegamento di emergenza. Inoltre, è in grado di svolgere missioni in zone montane, il che richiede il "know-how" specifico di questo ambiente. Ogni anno contribuisce al rinforzo dei gruppi tattici multiruolo (GTIA) del 27° BIM schierati nei teatri delle operazioni. Parallelamente, oltre agli impegni nella Francia metropolitana, dove ha preso parte all'operazione Sentinelle, il Reggimento continua a inviare le sue unità di base in missioni di breve durata in Martinica e Guyana.

## Organizzazione
Il Reggimento è composto da circa 900-925 uomini organizzati in 6 compagnie:
- Compagnia di comando e logistica (CCL) - Compagnia di comando e logistica
- Gruppi di pionieri della Legione
- Compagnia amministrativa e di servizi (CAS)
- 1a Compagnia di Combattimento (3 sezioni di combattimento, una sezione di supporto e una sezione di comando)
- 2a Compagnia di Combattimento (3 sezioni di combattimento, una sezione di supporto e una sezione di comando)
- 3a Compagnia di Combattimento (3 sezioni di combattimento, una sezione di supporto e una sezione di comando)
- Compagnia di supporto (CA) - (5 sezioni specialistiche)

I team di Combattimento anfibio (in francese: Plongeurs du Combat du Génie)